# Archie Gumede
Archibald Gumede, més conegut com a Archie Gumede (1914-1998), va ser un advocat, polític i activista anti-apartheid sud-africà.
Nascut a Pietermaritzburg, el seu pare era James Gumede, un dels primers líders del Congrés Nacional Africà. Archie Gumede va liderar la delegació de Natal al Congrés del Poble celebrat a Kliptown el 1955, durant el qual es va redactar la Carta de la Llibertat. A causa de la seva participació en el Congrés, va ser un dels detinguts i jutjats durant el conegut com a Judici per Traïció, celebrat l'any següent. Posteriorment es va dedicar a l'advocacia, practicant a la seva ciutat natal.
Gumede va liderar el Front Democràtic Unit, una coalició de grups contraris al sistema Apartheid imposat pel govern des de 1948. Després de l'ensorrament del sistema, el 1994, Gumede es va convertir en membre electe de l'Assemblea Nacional de Sud-àfrica, càrrec que va ocupar fins a la seva mort el 1998.